# Історія доменного виробництва у Швеції
Історія доменного виробництва у Швеції бере початок щонайменше з XV століття.  

## Металургія заліза у Швеції до появи доменного виробництва

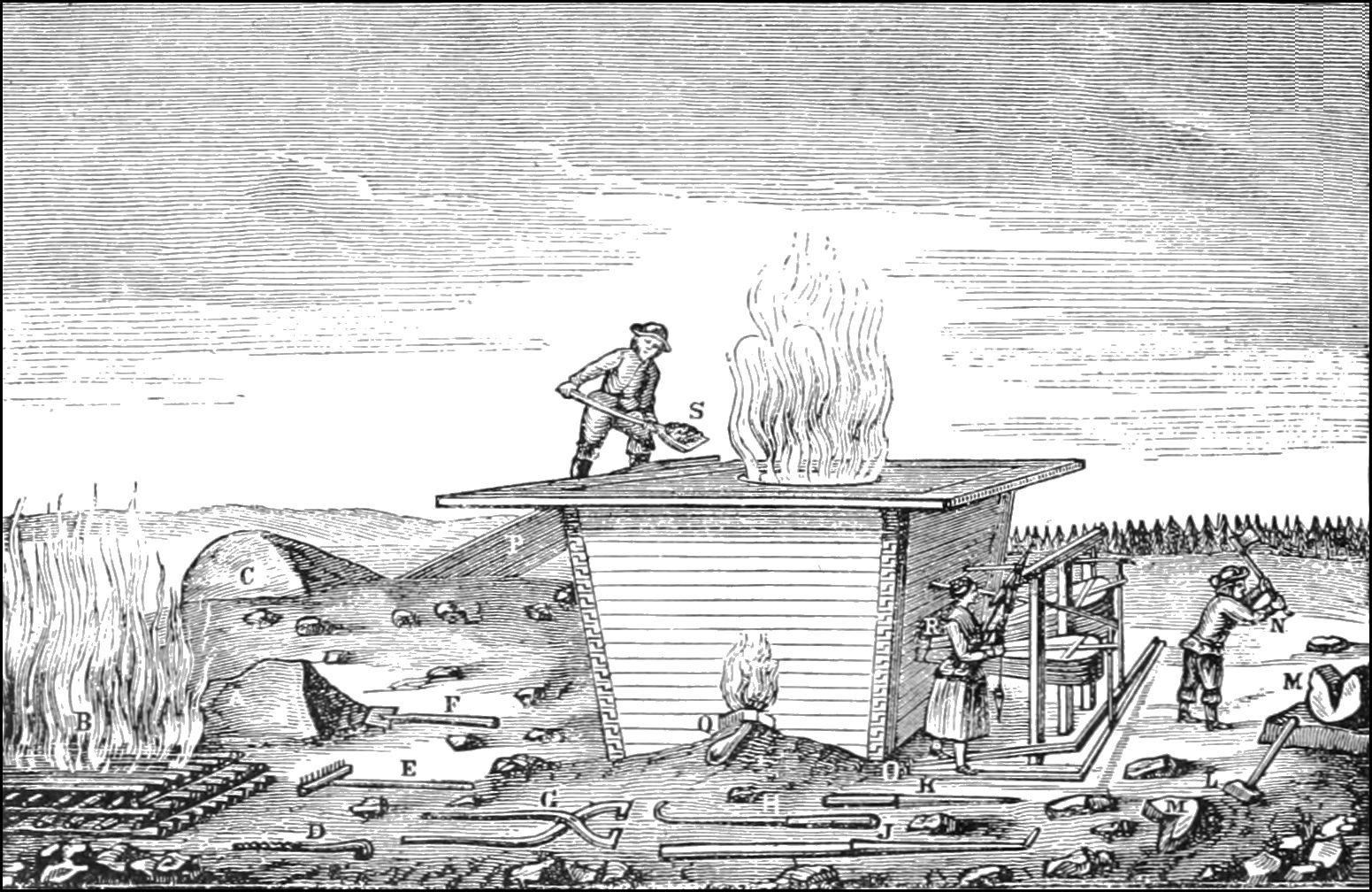
Виробництово заліза у осмундівській печі (домниці) у Швеції до появи доменного виробництва.

До виникнення доменного виробництва у Швеції виробництво заліза відбувалося сиродутним способом у осмундівських печах (домницях), які називалася так від шведської назви криці — осмунд (швед. Osmundjärn). Такі печі також називалися селянськими.

## Виникнення
До проведення розкопок у місцевості Лаппхюттан, що біля комуни Нурберг лену Вестманланд, часом появи доменного виробництва у Швеції вважалося  XV століття.     (Стор. 43 – 44)   Письмові згадки про доменне виробництво у Швеції відносяться до 15 століття.   Археологічні розкопки, проведенні у Лаппюттані у 1980-х роках, показали, що доменне виробництво в Швеції могло існувати ще у XII - XIII  століттях, приблизно у 1150 – 1350 роках.     Тобто доменне виробництво у Швеції могло виникнути раніше, ніж в інших частинах Європи, зокрема раніше, ніж у провінції Намюр у Бельгії, що вважається місцем появи доменного виробництва, де воно з’явилося у XIV столітті,    приблизно 1340 року. 

## XVII століття

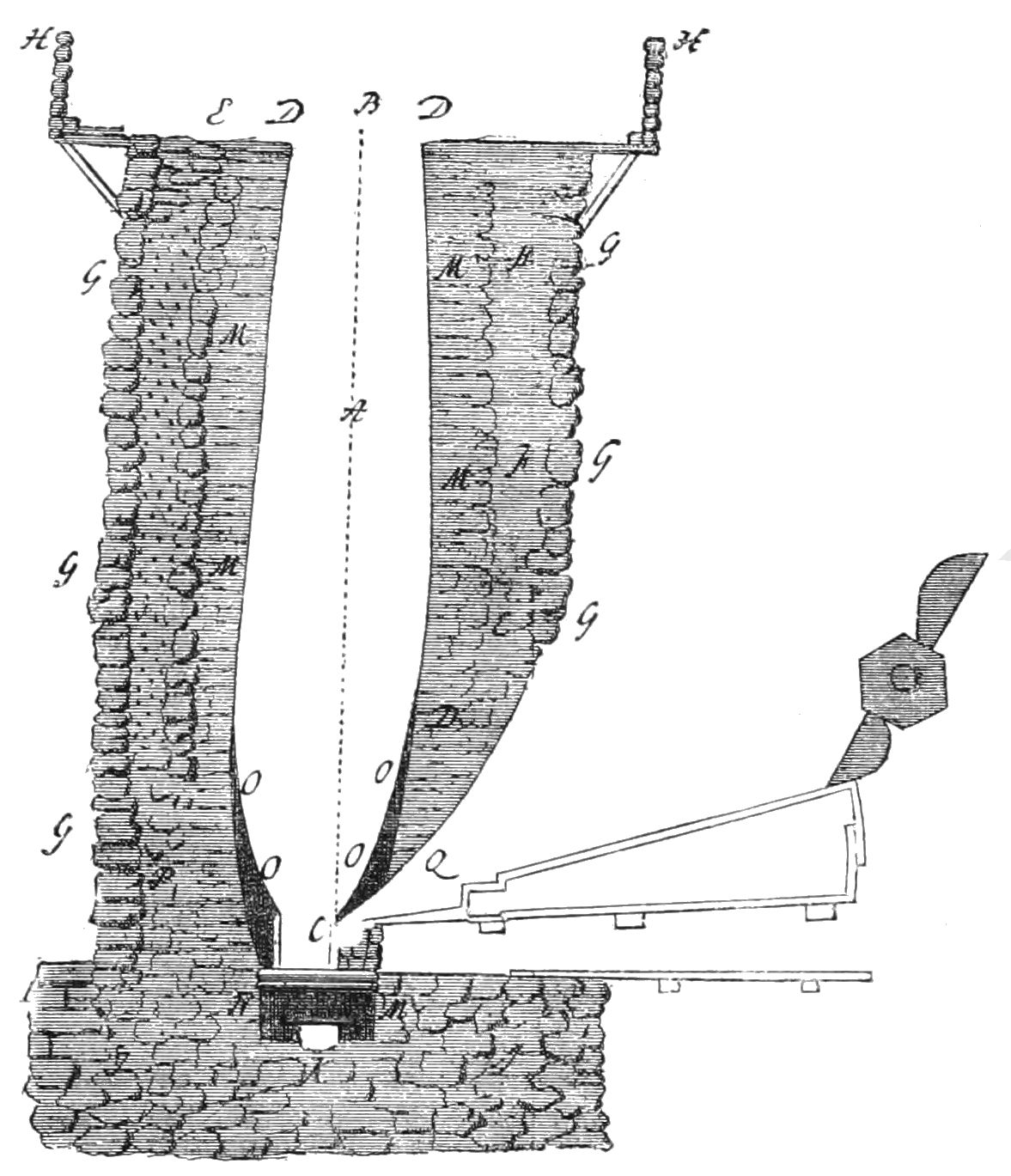
Шведська доменна піч першої половини XVIII століття. Репродукція малюнку з книжки Еммануїла Сведенборга Opera Philosophica et Mineralia. Tomus II. Regnum subterraneum sive minerale de ferro. – 1734.. Висота печі – 8,8 м, діаметр колошнику DD – 1,2 м, діаметр розпару – 1,8 м.

У першій половині XVII століття до Швеції переселилася група валонів, які відіграли певну роль у розвитку доменного виробництва країни. З їхнім приходом у Швеції почали будувати доменні печі цілком з каміння, скріплені по периметру залізними обручами. Такі печі у Швеції називалися "французькими" (через те, що валлони за мовою близькі до французів) або "кам'яними".    (Стор. 97)  

## XVIII століття
В XVIII столітті багата залізними рудами і лісами Швеція вийшла на перше місце в світі з виробництва чавуну. Цьому сприяло, зокрема, падіння виробництва у Англії у зв'язку з виснаженням лісів, що використовувалися для випалу деревного вугілля. Швеція  залишалася лідером до 1740 року, коли на перше місце вийшла Росія.  

## XIX століття
Використання нагрітого дуття у Швеції почалося через відносно недовгий час після його винаходження й першого використання у Шотландії у 1829 році. 1835 року 35 доменних печей було укомплектовано повітронагрівачами. Всі повітронагрівачі були вассеральфінгерської конструкції (з горизонтальними повітропроводними трубами) і дуже маленькі, вони забезпечували температуру дуття лише у діапазоні 150 – 200 °C. Згодом почали використовувати повітронагрівачі конструкції шведського металурга Йохана Йєрса та більші за розміром вассеральфінгерські повітронагрівачі. На зламі XIX і XX століть у Швеції були розповсюджені повітронагрівачі вассеральфінгерської конструкції, що легко забезпечували температуру дуття 400 і інколи навіть 500 °C. Повітронагрівачі регенеративного типу (винайдені 1860 року у Англії Каупером) в цей час використовувалися лише на металургійних заводах у містах Дегерхамн,  Бурленге (на заводі Domnarvet), Бьйорнеборг, Авеста.    (Стор. 281)  

## ХХ століття
На початку 20 століття як паливо для доменних печей у Швеції використовувалося деревне вугілля, яке на відміну від кам'яновугільного коксу містить мало сірки, що є шкідливою речовиною для чавуну і зробленої з нього сталі Тому шведський чавун характеризувався низьким вмістом сірки, якої у чавуні в середньому було 0,02 %, при цьому доволі часто 0,01 % або й нижче. Лише зрідка вміст сірки у чавуні сягав 0,03 %. Вміст у чавуні іншої шкідливої речовини – фосфору залежав від якостей залізної руди, що використовувалася. У Швеції розроблялися значні поклади як фосфористих так і чистих за фосфором руд.     (Стор. 281)  

## XXI століття
| Рік              | 2001 | 2002 | 2003 | 2004 | 2005 | 2006 | 2007 | 2008 | 2009 | 2010 | 2011 |
| Кількість чавуну | 3614 | 3703 | 3710 | 3871 | 3730 | 3577 | 3816 | 3583 | 1966 | 3447 | 3240 |

## Виноски
1. 1 2 3  Sweden: historical and statistical handbook. Second part: industries. / Edited dy Joseph Guinchard.  [Архівовано 18 травня 2014 у Wayback Machine.] – Stockholm, Government printing office, 1914.
2. 1 2  Eli Filip Heckscher.  An Economic History of Sweden.  [Архівовано 17 травня 2014 у Wayback Machine.] - Harvard University Press. –  1954.
3. ↑  Masung [Архівовано 18 травня 2014 у Wayback Machine.]. // Nordisk familjebok. - Redaktör: Th. Westrin. - 17 band. – Stockholm : Nordisk familjeboks förlags aktiebolag
Nordisk familjeboks tryckeri. – 1912.  – S. 1209 – 1211. (швед.)
4. 1 2 3  Jack Goody. Metals, Culture and Capitalism: An Essay on the Origins of the Modern World  [Архівовано 18 травня 2014 у Wayback Machine.] – New York: Cambridge University Press. – 2012. Page xviii. ISBN 978-1-107-02962-0 ISBN 978-1-107-61447-5
5. ↑  Catarina Karlsson,  Ing-Marie Pettersson,  Jensen Jonas Ros. Lapphyttans masugn Undersökning av grundkonstruktionen, under den medeltida masugnen  [Архівовано 17 травня 2014 у Wayback Machine.] –  Västerås: Stiftelsen Kulturmiljövård. – 2011. ISBN   978-91-7453-067-4 (швед.)
6. ↑  Jockenhövel, Albrecht, Willam,Chr., Abdinghoff, T., Overbeck, M., 1997.:  Archaeological Investigations on the Beginning of Blast Furnace-Technology in Central Europe. pp. 56–58 In: Crew, Peter and Crew, Susan (editors) (1997) Early Ironworking in Europe: Archaeology and Experiment: Abstracts of the International Conference at Plas Tan y Bwlch 19–25 September 1997 Plas Tan y Bwlch Occasional Papers No 3 Snowdonia National Park Study Centre, Gwynedd, Wales.  Archaeological  investigation  on the  begginning  of  blast  furnace – technology  in  central Europe.  [Архівовано 24 лютого 2013 у Wayback Machine.]
7. ↑   Доменне виробництво / Українська радянська енциклопедія . - 2-е видання. -  Т. 3. – Київ, 1978.
8. ↑   Iron and still. History. / The World Book Encyclopedia. – Volume 10. – 1994. Page 451.
9. ↑   The Popular science monthly.  - Volume 38. – New York, Popular Science Pub. Co., etc., 1890. Page 153.
10. ↑  Statistics archive  [Архівовано 12 лютого 2012 у Wayback Machine.] на сайті World Steel Association.  [Архівовано 27 серпня 2019 у Wayback Machine.]